# Edmund Randolph
Edmund Randolph (Williamsburg, 10 agosto 1753 – Millwood, 12 settembre 1813) è stato un politico statunitense, Segretario di Stato degli Stati Uniti d'America e Procuratore generale degli Stati Uniti durante la presidenza di George Washington.

## Biografia
Nato da un'importante famiglia della Virginia, i Randolph, i suoi genitori furono Ariana Jennings Randolph e John Randolph. Venne educato al College di William e Mary. Lavorò come avvocato con suo padre e suo zio Peyton Randolph, il presidente del primo Congresso continentale, fino alla morte di quest'ultimo nell'ottobre 1775.
Durante la Guerra d'indipendenza americana prestò servizio nella Continental Army, successivamente, dopo la morte dello zio, nel novembre del 1776 diventò sindaco della città di Williamsburg. In seguito divenne anche rettore dell'istituto dove venne educato.

### Vita politica
Come delegato dello Stato della Virginia, presentò al Congresso continentale (era il delegato più giovane) il piano della Virginia (progetto quasi interamente di James Madison), ovvero la proposta di un parlamento diviso in due parti dove vi fosse carattere di proporzionalità fra parlamentari e popolazione fra i vari Stati componenti degli Stati Uniti (preferendo dunque di fatto gli Stati più popolosi rispetto agli altri).
Il piano venne poi preferito all'alternativo piano del New Jersey; la Costituzione degli Stati Uniti è dunque una versione modificata della proposta fatta da Edmund, egli fu uno dei sedici delegati (all'Assemblea Costituzionale) che non la firmarono.
Durante il mandato come Procuratore generale degli Stati Uniti affrontò diversi casi importanti, come il caso Chisholm contro Georgia, la prima decisione di notevole importanza emessa dalla Corte Suprema degli Stati Uniti.

### Vita privata
Sposò nel 29 agosto 1776 Elizabeth Nicholas, figlia di Robert Carter Nicholas, da cui ebbe 6 figli, fra cui Peyton Randolph governatore della Virginia dal 1811 al 1812.
Corrispondeva con il ministro francese, Joseph Fauchet, ma le lettere furono intercettate dalla marina britannica e consegnate a Washington; le missive raccontavano segreti di stato ed esprimevano in un linguaggio non consono pareri sulle questioni interne. Ciò costò le sue dimissioni nell'agosto 1795, mentre le spiegazioni fornite a proposito da Randolph non vennero accettate.

## Riconoscimenti
Venne eretto un monumento in suo onore nel 1940 a Millwood